# Kristotomus pumilio
Kristotomus pumilio là một loài tò vò trong họ Ichneumonidae.